# Чаваньга (река)
Ча́ваньга (реже Ча́ванга) — река бассейна Белого моря в Мурманской области в восточной части Кольского полуострова. Длина реки — 52 км, площадь водосборного бассейна — 1210 км², ширина — до 40 метров у истока, глубина — до 20 метров.
Чаваньга берёт начало в северной части озера Нижнее Ондомозеро на высоте 162 м, впадает в Белое море недалеко от села Чаваньга. Питание в основном снеговое и дождевое. Долина реки лесистая и заболоченная. Служит истоком значительной водной системы озёр — Верхнее, Среднее и Нижнее Ондозеро (исток левого притока Вересовки), и озера Жилина (исток одноимённой реки).
На реке расположено множество порогов, а в 17 километрах от устья реки на территории Терского района расположен трёхкаскадный водопад, являющийся геологическим памятником природы России с 15 января 1986 года. Высота каскадов (начиная от самого верхнего) — 2,5 метра, 3 метра и 4 метра. В охранную зону включены также территории вокруг водопада общей площадью 100 гектар. Это один из 12 природных памятников Мурманской области.
Примерно после 12 километров от истока река делает резкий поворот на юг и входит в каньон с высотой стен до 30-40 метров.
Чаваньга имеет рыбохозяйственное значение, из рыбы наиболее распространена сёмга.
Из крупных притоков (начиная от устья) — Заборный, Малая Чаваньга, Жилин, Вересовка, Рыбачий. Из населённых пунктов — село Чаваньга, в самом устье реки.